# NK Olimpija Lublaň
Nogometni klub Olimpija Ljubljana (česky Fotbalový klub Olimpija Lublaň) je slovinský fotbalový klub z města Lublaň. Své zápasy hraje na stadionu Stožice. Klubové barvy jsou zelená a bílá.
Klub odkazuje svůj původ do roku 1911, kdy byla založena Ilirija. Nový klub byl založen roku 1945, ten zkrachoval roku 2005. Téhož roku byl založen nový klub, který nese stejný název, tedy NK Olimpija Ljubljana, i barvy.

## Historie
Roku 1911 byla založena Ilirija.
Roku 1945 byl založen NK Enotnost. Roku 1948 se přejmenoval na NK Odred, roku 1961 na NK Triglav a nakonec roku 1962 na NK Olimpija.
V letech 1965 až 1984 hrál tým 1. jugoslávskou ligu, nejlepším umístěním bylo dvakrát 7. místo. Pak ji hrál už jen v ročníku 1988/89.
Po osamostatnění Slovinska vyhrál tým první 4 ročníky slovinské ligy.
Roku 2005 klub zkrachoval. Byl založen nový klub, který 4× za sebou postoupil – z 5. ligy do 1. ligy. V letech 2016 a 2018 se stal mistrem.

## Úspěchy
- 7× vítěz 1. slovinské ligy: 1991/92, 1992/93, 1993/94, 1994/95, 2015/16, 2017/18, 2022/23
- 7× vítěz slovinského fotbalového poháru: 1992/93, 1995/96, 1999/2000, 2002/03, 2017/18, 2018/19, 2020/21
- 1× finalista jugoslávského fotbalového poháru: 1969/70